# Coosa County
Das Coosa County ist ein County im Bundesstaat Alabama der Vereinigten Staaten. Der Verwaltungssitz (County Seat) ist Rockford.
Ein wenig Berühmtheit erlangte Coosa County durch Adalius Thomas, Linebacker der New England Patriots und Justin Tuck, Defensive End der New York Giants, welche beide im Super Bowl 2008 standen.

## Geographie
Das County liegt etwas östlich des geographischen Zentrums von Alabama hat eine Fläche von 1726 Quadratkilometern, wovon 36 Quadratkilometer Wasserfläche sind. Es grenzt im Uhrzeigersinn an folgende Countys: Clay County, Tallapoosa County, Elmore County, Chilton County, Shelby County und Talladega County.

## Geschichte
Coosa County wurde am 18. Dezember 1832 als eines von 14 Countys aus Teilen des Montgomery County und aus Land der Muskogee gebildet. Die Grundlage dazu bildete der Vertrag von Cusseta, der zwei Jahre zuvor zwischen den Vereinigten Staaten und den Muskogee geschlossen worden war. Benannt wurde es nach dem Coosa River, der gleichzeitig die Westgrenze des County bildet. Als County Seat wurde eine Stelle im Hatchet Creek ausgewählt. Die dort entstehende Ortschaft hieß erst Lexington, wurde jedoch 1835 in Rockford umbenannt. Bis zum Sezessionskrieg war der Baumwollanbau das wichtigste Anbauprodukt der Landwirtschaft im Coosa County. Bis zum Ende des 19. Jahrhunderts kam es hier zu einer Diversifikation mit Nutztierhaltung sowie Weizen und Mais. Wegen der vielen Wasserwege entstanden außerdem zahlreiche Getreidemühlen. Im Jahr 1888 geschah in Goodwater der Anschluss an das Eisenbahnnetz der Central Railway of Georgia. Durch diese Verbindung mit Birmingham wurde Goodwater zum Handels- und Wirtschaftszentrum des County.
Am Coosa River, der eine Schlüsselfunktion in der Entwicklung des County hatte, erbaute die Alabama Power Company 1914 den Lay Dam als Wasserkraftwerk. Der dadurch entstandene See heißt Lay Lake. Mit dem Mitchell Dam folgte sechs Jahre später ein weiterer Staudamm. Der Stausee heißt Mitchell Lake. Das gleiche Unternehmen erbaute 1926 den Thomas W. Martin Dam am Tallapoosa River. Der See dieser Talsperre trägt den Namen Martin Lake und liegt zum Teil im Coosa County. 1966 eröffnete das Textilunternehmen Avondale Mills die erste industrielle Spinnerei im County, die mehrere hundert Arbeiter beschäftigte. Bis zum Ende des Jahrhunderts wurde die Region zu einem Zentrum der Textilindustrie. Weitere Produktionsstätten im County stellen Büroeinrichtungen und Bedienelemente her, außerdem existiert eine Sägemühle.
Ein Bauwerk im County ist im National Register of Historic Places (NRHP) eingetragen (Stand 1. April 2020), das Coosa County Jail.

## Demographische Daten

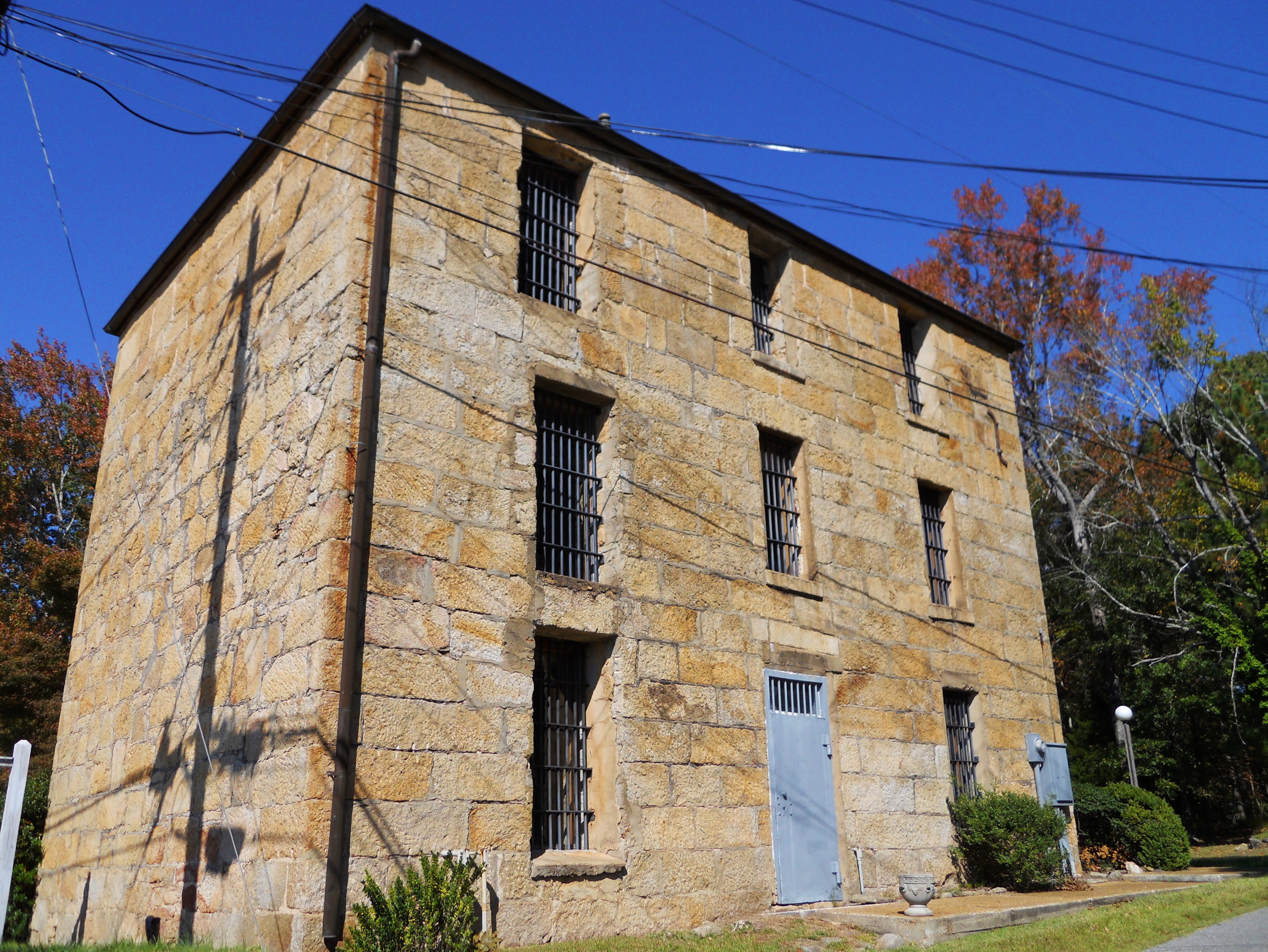
Das ehemalige Bezirksgefängnis Coosa County Jail (2011)

Nach der Volkszählung im Jahr 2000 lebten im Coosa County 12.202 Menschen. Davon wohnten 392 Personen in Sammelunterkünften, die anderen Einwohner lebten in 4.682 Haushalten und 3.408 Familien. Die Bevölkerungsdichte betrug 7 Einwohner pro Quadratkilometer. Ethnisch betrachtet setzte sich die Bevölkerung zusammen aus 63,94 Prozent Weißen, 34,19 Prozent Afroamerikanern, 0,32 Prozent amerikanischen Ureinwohnern, 0,04 Prozent Asiaten, 0,01 Prozent Bewohnern aus dem pazifischen Inselraum und 0,62 Prozent aus anderen ethnischen Gruppen; 0,88 Prozent stammten von zwei oder mehr Ethnien ab. 1,29 Prozent der Bevölkerung waren spanischer oder lateinamerikanischer Abstammung.
Von den 4.682 Haushalten hatten 30,0 Prozent Kinder und Jugendliche unter 18 Jahren, die bei ihnen lebten. In 54,8 Prozent lebten verheiratete, zusammen lebende Paare, 13,5 Prozent waren allein erziehende Mütter, 27,2 Prozent waren keine Familien, 24,3 Prozent aller Haushalte waren Singlehaushalte und in 9,8 Prozent lebten Menschen im Alter von 65 Jahren oder darüber. Die Durchschnittshaushaltsgröße betrug 2,52 und die durchschnittliche Familiengröße betrug 2,98 Personen.
23,7 Prozent der Bevölkerung waren unter 18 Jahre alt, 8,6 Prozent zwischen 18 und 24, 29,0 Prozent zwischen 25 und 44, 24,3 Prozent zwischen 45 und 64 und 14,4 Prozent waren 65 Jahre oder älter. Das Durchschnittsalter betrug 38 Jahre. Auf 100 weibliche Personen kamen 104,4 männliche Personen und auf Frauen im Alter von 18 Jahren und darüber kamen 102,5 Männer.
Das jährliche Durchschnittseinkommen eines Haushalts betrug 29.873 USD, das Durchschnittseinkommen einer Familie 36.082 USD. Männer hatten ein Durchschnittseinkommen von 25.390 USD, Frauen 18.171 USD. Das Prokopfeinkommen betrug 14.875 USD. 11,8 Prozent der Familien und 14,9 Prozent der Einwohner lebten unterhalb der Armutsgrenze.

## Orte im Coosa County
- Bentleyville
- Blue Springs
- Bradford
- Cottage Grove
- Crewsville
- Dollar
- Equality
- Fishpond
- Gold Branch
- Goodwater
- Hanover
- Hatchet
- Hillwood
- Hissop
- Holman Crossroads
- Kellys Crossroads
- Kellyton
- Keyno
- Lyle
- Marble Valley
- Moriah
- Mount Olive
- Nixburg
- Parkdale
- Pentonville
- Quinsey
- Ray
- Richville
- Rockford
- Schley
- Socapatoy
- Soleo
- Speed
- Stewartville
- Strickland Crossroads
- Travelers Rest
- Unity
- Welona
- Weogufka
- Weoka